# 楼之岑
楼之岑（1920年1月28日—1995年3月23日），浙江安吉人，中国生药学专家，中国工程院院士。

## 生平
祖籍东阳，出生于浙江省孝丰县（今安吉县孝丰镇）北村一个贫困的中医世家。1936年，考入浙江省立湘湖乡村师范学校。1939年2月，转入浙江省立临时联合师范学校（今杭州师范大学）学习。1939年夏，考入因抗日战争内迁贵州安顺的中央陆军军医学校大学部药科。1942年毕业后留校任助教。1944年冬，楼之岑考取了留英研究生。1945年9月，入伦敦大学药学院学习。1947年夏，获药学士学位，1950年获伦敦大学哲学博士学位。1951年1月回国，先是在浙江大学理学院药学系任教，是年秋季受聘到北京医学院（现北京大学医学部）药学系执教。1953年加入九三学社；1987年加入中国共产党。
在读博士期间，楼之岑研究和建立了新的植物性泻药的生物测定法，并创造性设计了试验装置，提高了准确性和可重复性，该成果1949年在英国药学会年会上宣读并在英国学术期刊上发表，引起各国学者的重视，并被广泛采用，被称为“楼氏法”。

## 学术贡献
楼之岑是中国生药形态组织学研究的开拓者和植物药泻下作用生物测定法的开拓者，应用现代高效技术分离与测定药材中多种有效成分的含量，提高药材鉴定的可靠性。先后获国家科技进步一等奖、国家医药管理局科技进步一等奖国家中医药管理局科技进步一等奖等共七项。1995年当选为中国工程院院士。
楼之岑在药学教育工作中成绩卓著，为中国药学方面培养了大批专业人才，包括2015年获得诺贝尔生理学或医学奖的屠呦呦。